# Benito Juárez, Guerrero
Benito Juárez este un municipiu din statul Guerrero, din Mexico.